# Georgios Donis
Georgios Donis (griechisch Γιώργος Δώνης, * 29. Oktober 1969 in Frankfurt am Main, Deutschland) ist ein Trainer und ehemaliger griechischer Fußballspieler. Er ist der Vater von Christos und Anastasios Donis.

## Karriere
Georgios Donis begann seine Fußballkarriere bei Paulos Melas, bevor er zur Jugendabteilung von Panathinaikos Athen wechselte, danach zu Athinaikos Athen und zum FC Panargiakos. 1990 unterschrieb Donis seinen ersten Profivertrag bei PAS Ioannina, wo er in den folgenden zwei Spielzeiten auf 52 Einsätze und sieben Tore kam. 1992 wechselte Donis abermals zu Panathinaikos (106 Einsätze, 30 Tore), wo er seine erfolgreichste Zeit als Spieler haben sollte. In den folgenden vier Jahren gewann er zwei Meisterschaften (1995, 1996), drei Pokalsiege (1993, 1994, 1995) und schaffte es mit Panathinaikos 1996 bis ins Halbfinale der UEFA Champions League. Nach diesen Erfolgen wurden ausländische Vereine auf Doris aufmerksam, und so wechselte er zu den Blackburn Rovers. Damit war er der erste griechische Spieler, der in der Premier League spielte. Bei Blackburn blieb Donis bis Januar 1998; er kam dort auf 22 Einsätze. Seine folgenden Stationen waren AEK Athen, Sheffield United und Huddersfield Town, bevor er im Sommer 2001 seine aktive Karriere bei AEK beendete.

### Nationalmannschaft
Georgios Donis, der auf der Position des Stürmers agierte, spielte zwischen 1993 und 1999 insgesamt 24 mal für die Griechische Fußballnationalmannschaft, wobei er fünf Tore erzielen konnte.

### Trainerlaufbahn
Nach seiner Laufbahn als Spieler übernahm Donis 2002 das Traineramt beim damaligen Viertligisten Ilisiakos Athen. Mit Ilisiakos gelang es ihm, innerhalb von nur zwei Jahren in die Zweite Liga aufzusteigen. 2004 wechselte er zum Ligakonkurrenten AE Larisa; diesen Traditionsverein führte Donis gleich im ersten Jahr in die erste griechische Liga. Dort qualifizierte sich seine Mannschaft sogar auf Anhieb für den UEFA Intertoto Cup. 2007 gewann Donis mit Larisa außerdem den Pokal.

### Al Hilal
Im Februar 2015 wurde er der Trainer vom Saudi-Arabischen Klub Al-Hilal, mit welchem er den King Cup und den Crown Prince Cup gewann sowie in das Halbfinale der Asian Champions League. Im Mai 2016 wurde er entlassen.

### Sharjah FC
Bei Sharjah wurde er im Juli 2016 als der neue Trainer vorgestellt. Er wollte eigentlich seine Karriere in Europa fortsetzen doch änderte er seine Meinung.

### Al-Wahda
Bei dem Saudischen Club Al-Wahda wurde er im Juli 2021 als der Trainer bekanntgegeben.

### Al-Fateh
Beim Al-Fateh FC war Giorgios Donis von Januar 2022 bis Ende Juni 2023 aktiv. Unter Donis wurde Al-Fateh in einer stark umkämpften Saison Achte.

### Al-Wahda
Bei Al-Wahda wurde er für die Saison 2023/2024 der Nachfolger von Jose Luis Sierra. Dort kämpfte er gegen den Abstieg was ihm auch gelang.

### Al Kaleej
Im Juli 2024 wechselte er zu Al Kaleej.

## Erfolge
- Als Spieler:
  - Griechischer Meister: 1995, 1996
  - Griechischer Pokalsieger: 1993, 1994, 1995
- Als Trainer:
  - Griechischer Pokalsieger: 2007
  - Zyprischer Meister 2014
  - Zyprischer Pokalsieger 2014